# Léon Delsarte
Léon Delsarte (Valenciennes, Nord, 19 de novembre de 1893 – Valenciennes, 24 de gener de 1963) va ser un gimnasta artístic francès que va competir en els anys posteriors a la Primera Guerra Mundial.
El 1920 va prendre part en els Jocs Olímpics d'Anvers, on guanyà la medalla de bronze en el concurs complet per equips del programa de gimnàstica.
Quatre anys més tard, als Jocs de París, guanyà la medalla de plata en la mateixa prova. Disputà vuit proves més del programa de gimnàstica, sent la novena posició en la prova de concurs complet individual la millor posició aconseguida.